# أسل أنديزي
أسل أنديزي (الاسم العلمي: Juncus andicolus) نوع نباتي يتبع جنس الأسل وينتمي إلى الفصيلة الأسلية.